# Jesuitenkolleg Passau

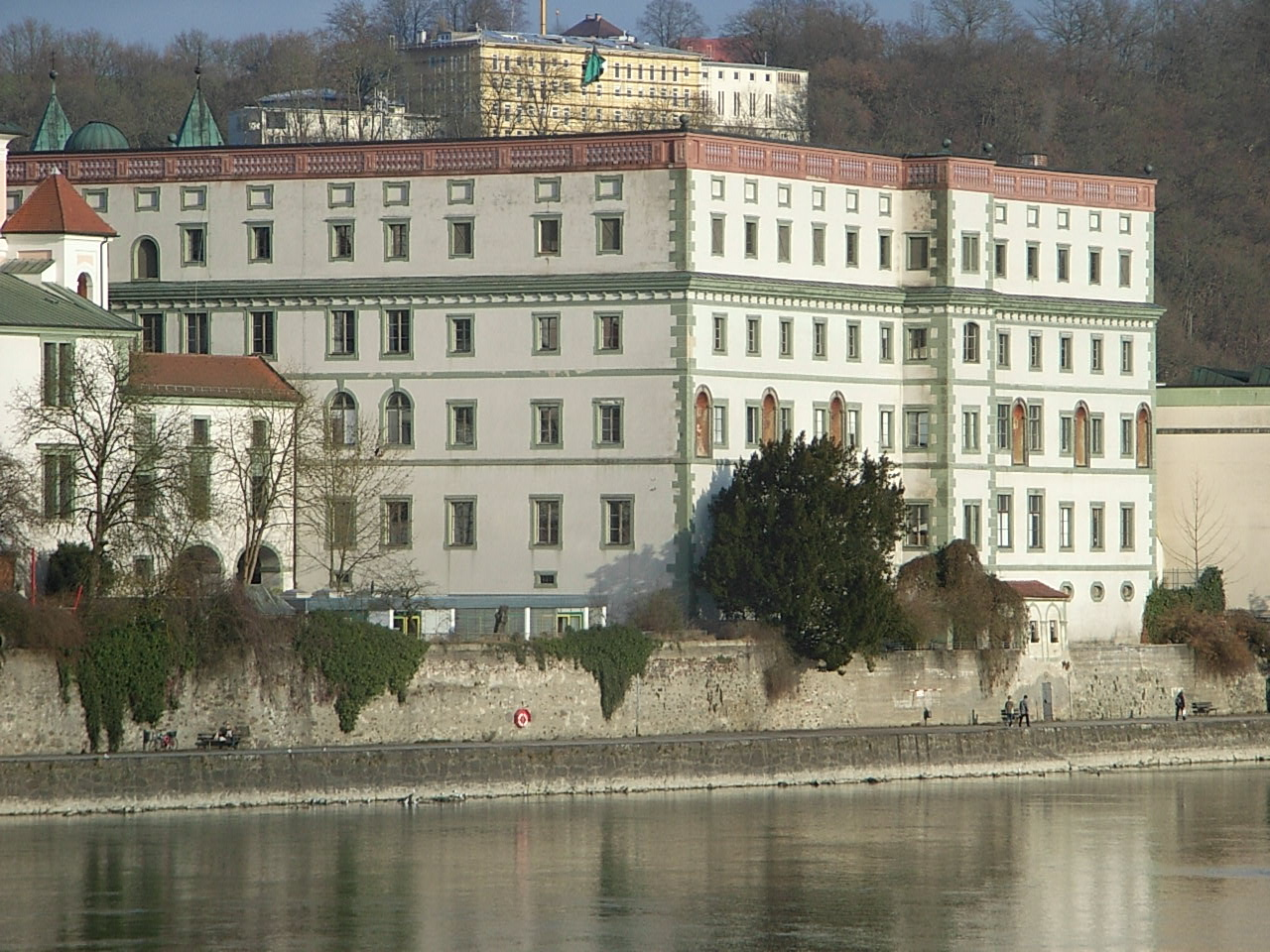
Das ehemalige Jesuitenkolleg

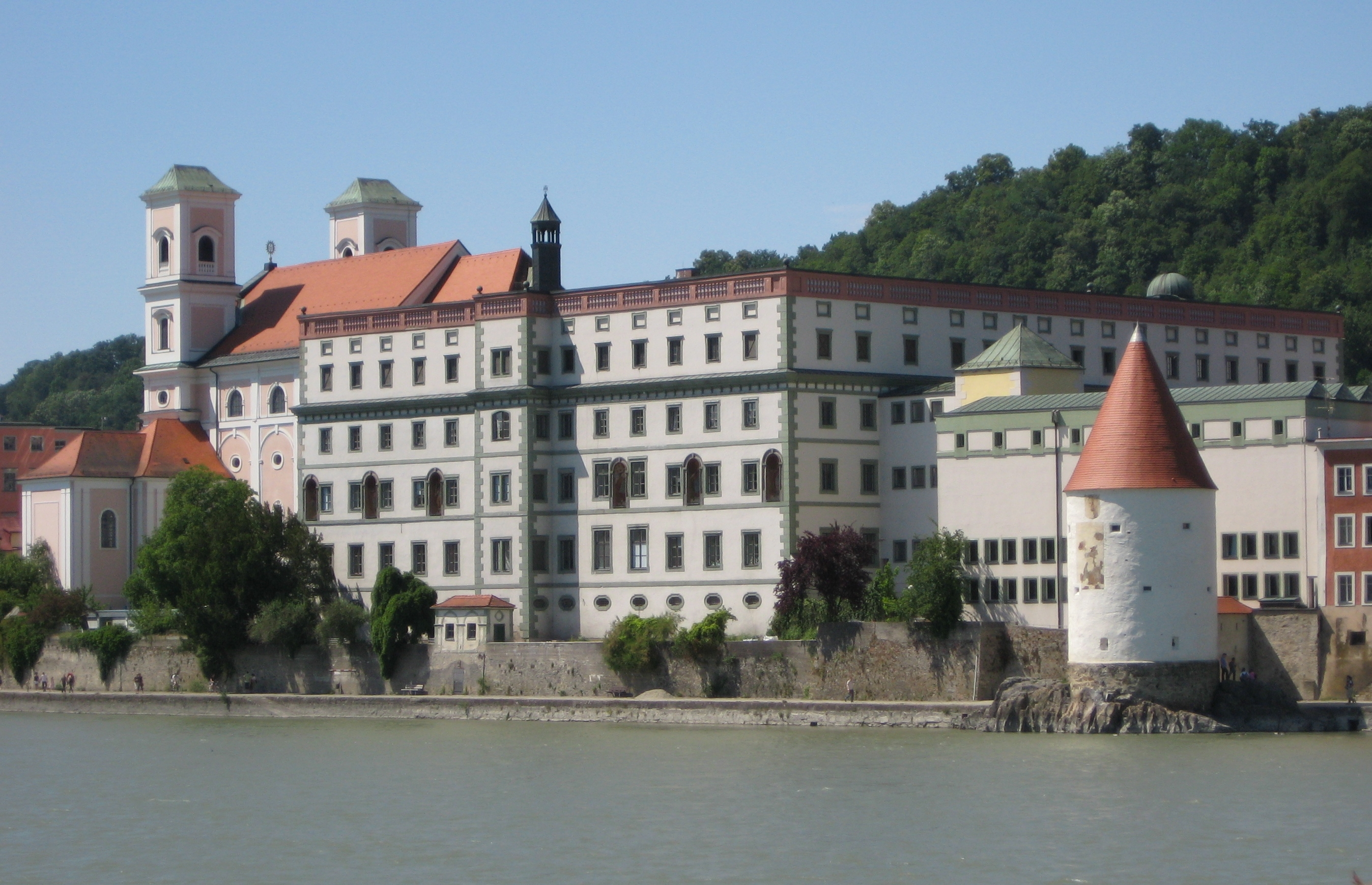
Das heutige Gymnasium Leopoldinum (links:Jesuitenkirche, rechts: Schaiblingsturm)

Das ehemalige Jesuitenkolleg in Passau wurde 1611 durch die von Fürstbischof Erzherzog Leopold von Österreich nach Passau berufenen Jesuiten gegründet. Das kastellartige Gebäude mit Sternwarte wurde 1613 vom Elsässer Jesuitenpater Johannes Isfording aus Molsheim erbaut. Westlich des Jesuitenkollegs steht die ehemalige Jesuitenkirche St. Michael.
Das Jesuitenkolleg war zugleich Gymnasium und Diözesanhochschule, vorübergehend auch Klerikalseminar. 1662 wurde das Kolleg durch Brand beschädigt. Im Fürstenzimmer im Erdgeschoss befinden sich Stuckaturen aus der Schule von Carlone. Im Innenhof ist Fassadenmalerei im Stil der niederländischen Frührenaissance zu sehen sowie eine Büste des Fürstbischofs und Generalstatthalters der Niederlande Leopold Wilhelm von Österreich. Bis kurz vor der Aufhebung des Jesuitenordens im Jahr 1773 beherrschten die Jesuiten die Geistlichenbildung im Bistum Passau.
Heute beherbergt das ehemalige Kolleg das Gymnasium Leopoldinum. Der angebaute Bereich der ehemaligen Theologisch-Philosophischen Hochschule gehört zur Universität Passau und wurde 1913/1914 anstelle eines Theater- und Schulgebäudes der Jesuiten errichtet. Der Barockbau gegenüber der Straße beherbergte das Seminar der Jesuiten und heute die Staatliche Bibliothek. Im ehemaligen Refektorium sind einige Handschriften ausgestellt, darunter die sogenannte Vornbacher Bibel von 1421.